# فيرونيكا بيرتوليني
فيرونيكا بيرتوليني (ولدت في 19 أكتوبر 1995) هي لاعبة جمباز إيقاعي فردي إيطالية هي البطلة الوطنية الإيطالية الشاملة خمس مرات (2013-2017).

## روابط خارجية
- Veronica Bertolini نسخة محفوظة 19 أغسطس 2016 على موقع واي باك مشين. at الاتحاد الدولي للجمباز
- Rhythmic Gymnastics Results
- فيرونيكا بيرتوليني على إنستغرام